# Motociklistična Velika nagrada Švice
Motociklistična Velika nagrada Švice je bila motociklistična dirka svetovnega prvenstva med sezonama 1949 in 1954.

## Zmagovalci
| Sezona | Dirkališče | 125 cm3                | 250 cm3                      | 350 cm3                      | 500 cm3                      | Poročilo |
| ------ | ---------- | ---------------------- | ---------------------------- | ---------------------------- | ---------------------------- | -------- |
| 1949   | Bremgarten | Nello Pagani (Mondial) | Bruno Ruffo (Moto Guzzi)     | Freddie Frith (Velocette)    | Leslie Graham (A.J.S.)       | Poročilo |
| 1950   | Ženeva     |                        | Dario Ambrosini (Benelli)    | Leslie Graham (A.J.S.)       | Leslie Graham (A.J.S.)       | Poročilo |
| 1951   | Bremgarten |                        | Dario Ambrosini (Benelli)    | Leslie Graham (Velocette)    | Cecyl Sandford (Velocette)   | Poročilo |
| 1952   | Bremgarten |                        | Fergus Anderson (Moto Guzzi) | Geoff Duke (Norton)          | Jack Brett (A.J.S.)          | Poročilo |
| 1953   | Bremgarten |                        | Reg Armstrong (NSU)          | Alano Montanari (Moto Guzzi) | Fergus Anderson (Moto Guzzi) | Poročilo |
| 1954   | Bremgarten |                        | Rupert Hollaus (NSU)         | Fergus Anderson (Moto Guzzi) | Geoff Duke (Gilera)          | Poročilo |